# Coprophanaeus dardanus
Coprophanaeus dardanus là một loài bọ cánh cứng trong họ Bọ hung (Scarabaeidae).